# Pterospoda
Pterospoda is een geslacht van vlinders van de familie spanners (Geometridae), uit de onderfamilie Ennominae.

## Soorten
- P. kinoi Rindge, 1969
- P. kunzei Hulst, 1898
- P. nigrescens Hulst, 1898
- P. opuscularia Hulst, 1887